# Fejø Sogn
Fejø Sogn 
ist eine Kirchspielsgemeinde (dän.: Sogn) im südlichen Dänemark. Das Kirchspiel besteht aus drei im Smålandsfarvandet (dt.: Smålandsfahrwasser) nördlich der Insel Lolland gelegenen Inseln Fejø, Skalø und Vejrø. Die beiden ersteren sind durch einen Damm miteinander verbunden. Bis 1970 gehörte die Gemeinde zur Harde Fuglse Herred im damaligen Maribo Amt, danach zur Ravnsborg Kommune im Storstrøms Amt, die im Zuge der  Kommunalreform zum 1. Januar 2007 in der Lolland Kommune in der Region Sjælland aufgegangen ist.
Im Kirchspiel leben 465 Einwohner, davon 4 auf Vejrø (Stand: 1. Januar 2023).

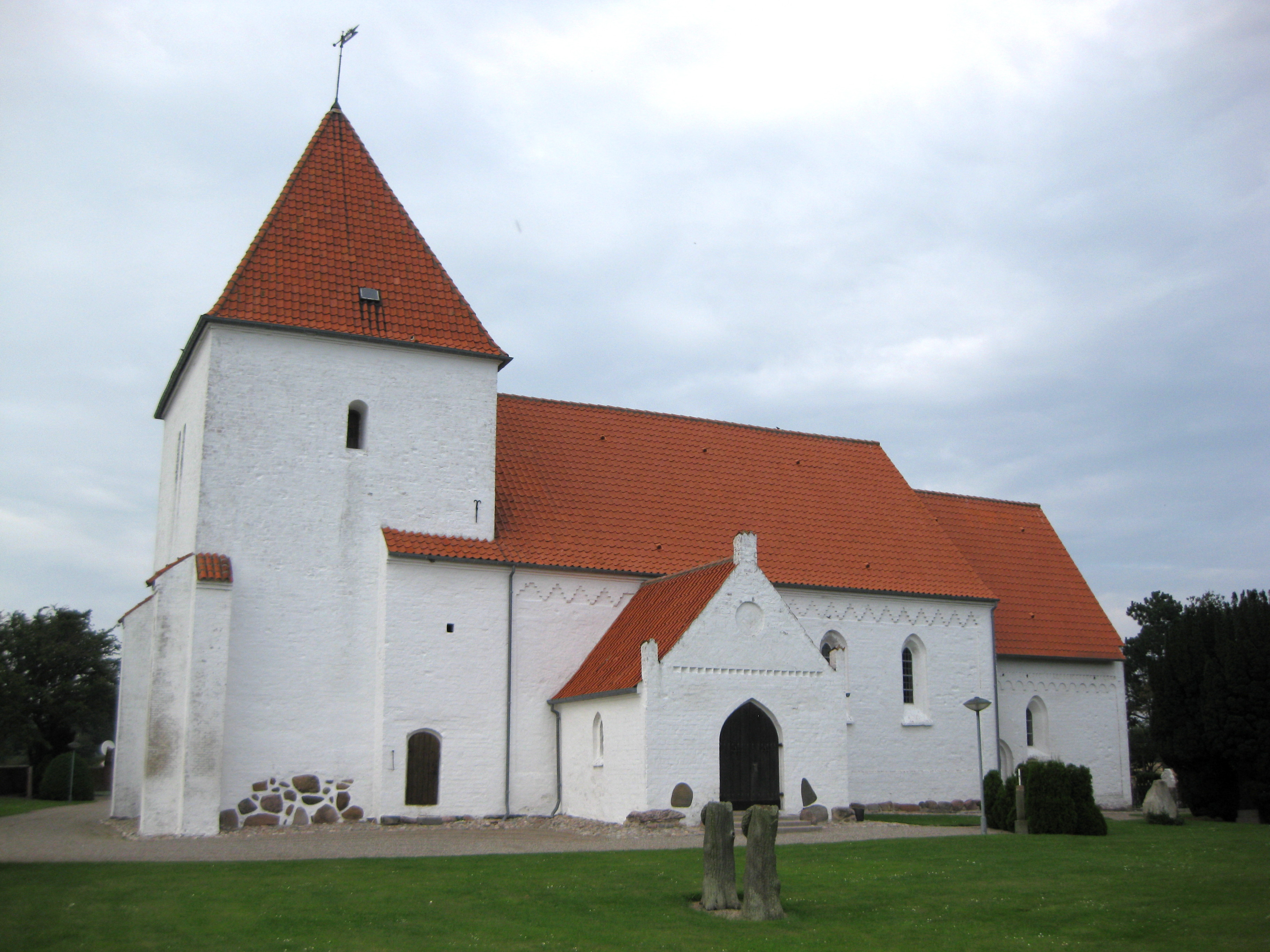
Fejø Kirke

Auf Fejø liegt die Kirche „Fejø Kirke“.